# エリザベス・ローム
エリザベス・ローム（Elisabeth Röhm, 1973年4月28日 - ）は、ドイツ生まれのアメリカ合衆国の女優。代表作は『ロー&オーダー』（セリーナ・サウザリン地方検事補）、『エンジェル』（ケイト・ロックリー）など。

## 人物
ドイツのデュッセルドルフに生まれたが、1歳の誕生日を迎える前にニューヨーク市に移り住み、それからグリニッジ、フェアフィールド・カントリー（いずれもコネチカット州）に移り住んだ。そのため、ドイツとアメリカ合衆国の二重国籍を持っている。
父親のEberhard Röhmは企業弁護士、母親のLisa Loverdeはコピーライターで、ソープオペラ『ガイディング・ライト』の脚本に参加したこともあった。この2人はエリザベスが8歳か9歳のときに離婚した。
高校卒業後、ニューヨーク州ウエストチェスター郡のサラ・ローレンス大学に通い、執筆とヨーロッパ史を専攻した。
1997年、『ワン・ライフ・トゥ・リヴ』でメインキャラクターデビューを飾る。『ロー&オーダー』以前に『エンジェル』（ケイト・ロックリー）、TNTのテレビドラマ『ブル ウォール街への挑戦』などでメインキャラクターを務めていた。2005年『ロー&オーダー』から降板。

### 私生活
馬術家であったが、2005年の事故以来乗馬は辞めたという。
2008年4月11日、娘を出産。娘の父親は起業家であるRon Wooster。

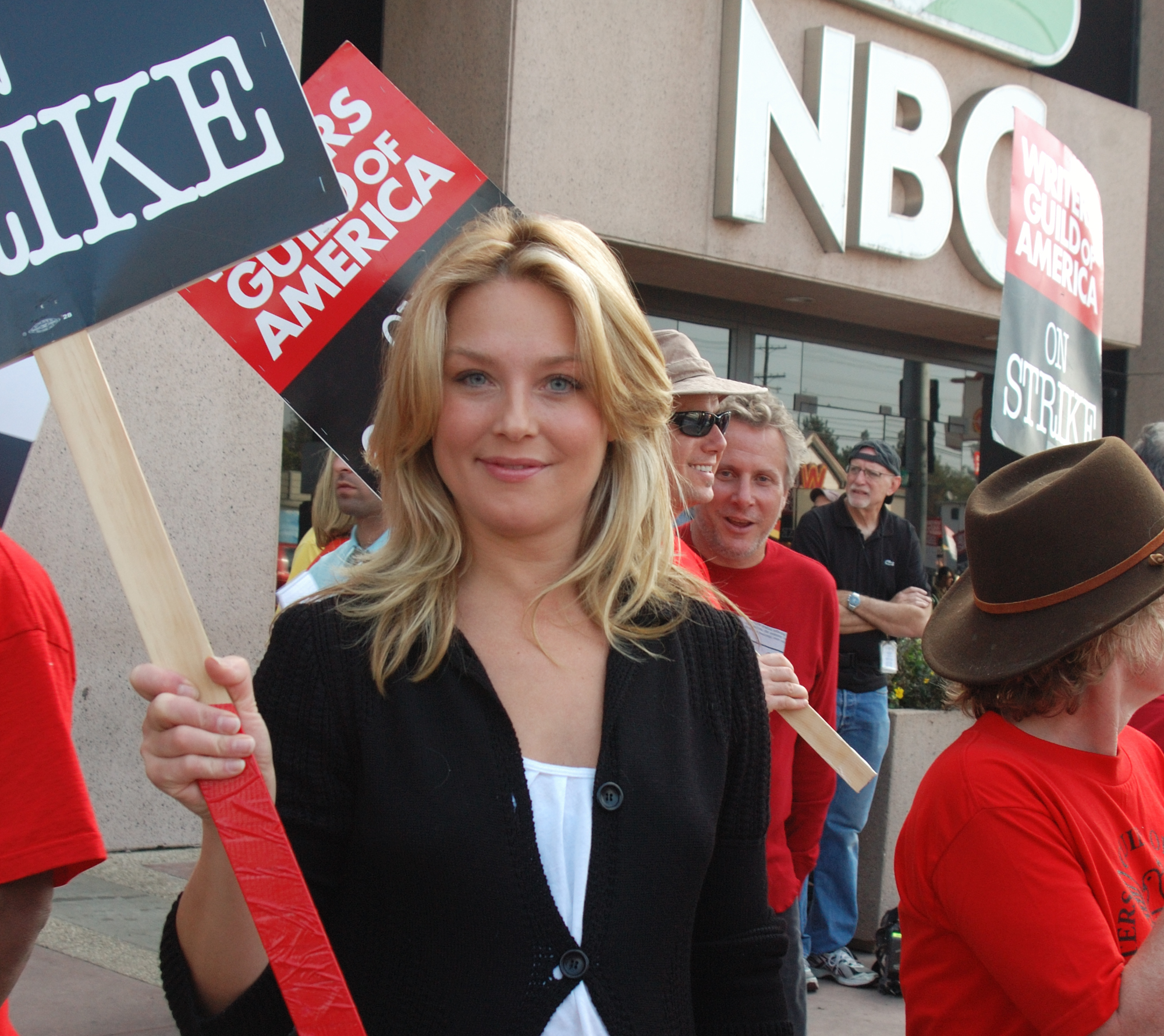
2007年-2008年全米脚本家組合ストライキに参加するエリザベス・ローム

### 受賞歴
2002年と2004年に『ロー&オーダー』の演技が評価され、全米映画俳優組合賞アンサンブル演技賞（ドラマ部門）にノミネートされた。

## 出演作品

### 映画
| 公開年 | 邦題 原題                                                           | 役名                     | 備考           |
| ------ | ------------------------------------------------------------------- | ------------------------ | -------------- |
| 1997   | 地球は女で回ってる Deconstructing Harry                             |                          | クレジットなし |
| 2005   | デンジャラス・ビューティー2 Miss Congeniality 2: Armed and Fabulous | ジャネット               |                |
| 2007   | ダイイング・メッセージ Ghost Image                                  | ジェニファー・ゼラン     | テレビ映画     |
| 2011   | ミッシング ID Abduction                                             | ローナ・プライス         |                |
| 2012   | ダークルーム Darkroom                                               | レイチェル               |                |
| 2012   | トランジット Transit                                                | ロビン                   |                |
| 2013   | アメリカン・ハッスル American Hustle                                | ドリー・ポリート         |                |
| 2014   | メガ・シャークVSメカ・シャーク MEGA SHARK VS MECHA SHARK            | ロージー                 | ビデオ映画     |
| 2015   | ジョイ Joy                                                          | ペギー                   |                |
| 2016   | ブラッド・ファーザー Blood Father                                   |                          |                |
| 2017   | バッド・ウェイヴ Once Upon a Time in Venice                         | アン・フィリップス       |                |
| 2017   | 7 WISH/セブン・ウィッシュ Wish Upon                                 | ジョアンナ・シャノン     |                |
| 2019   | スキャンダル Bombshell                                              | マーサ・マッカラム       |                |
| 2021   | ムクドリ The Starling                                               | ナンシー・ロスウェルダー |                |

### テレビドラマ
| 放映年    | 邦題 原題                                 | 役名                           | 備考                                 |
| --------- | ----------------------------------------- | ------------------------------ | ------------------------------------ |
| 1998      | ワン・ライフ・トゥ・リヴ One Life to Live | ドロシー                       |                                      |
| 1998      | Fantasy Island                            | シンディ                       | 1エピソード                          |
| 1999      | Turks                                     | マーラ                         | Live, Love, Lose and Learnのみに出演 |
| 1999      | Eureka Street                             | マックス                       | ミニシリーズ                         |
| 1999-2001 | エンジェル Angel                          | ケイト・ロックリー刑事         | 15エピソード                         |
| 2000-2001 | ブル ウォール街への挑戦 Bull              | アリソン・ジェファーズ         | 20エピソード                         |
| 2001-2005 | ロー&オーダー Law & Order                 | セリーナ・サウザリン地方検事補 | レギュラーで85エピソード             |
| 2007      | Masters of Science Fiction                | グランジャー警部補             | 1エピソード                          |
| 2007      | Big Shots                                 | アレックス・メイソン           | 3エピソード                          |
| 2008      | メンタリスト The Mentalist                | ソフィー・ミラー               | エピソード『赤レンガの虚栄』         |
| 2009      | 新ビバリーヒルズ青春白書 90210            | ビッツィー・エプスタイン       | エピソード                           |
| 2009-2010 | HEROES/ヒーローズ HEROES                  | ローレン・ギルモア             | 8エピソード                          |
| 2012      | CSI:マイアミ CSI: Miami                   | ジル・フェリス                 | 1エピソード                          |
| 2012-2013 | クライアント・リスト The Client List      | テイラー                       | 14エピソード                         |
| 2016      | ザ・ラストシップ The Last Ship            | アリソン・ショー               | 13エピソード                         |
| 2016–2017 | Hawaii Five-0                             | マディソン・グレイ             | 3エピソード                          |
| 2017      | フレークド Flaked                         | アレックス                     | Netflixで配信                        |
| 2017      | NCIS 〜ネイビー犯罪捜査班 NCIS            | メイ・ドーソン                 | シーズン14 第22話 "Beastmaster"      |
| 2017      | ジェーン・ザ・ヴァージン Jane the Virgin  | アイリーン                     | Netflixで配信                        |

### テレビ番組
- w:The Tony Danza Show (4放送分, 2004-2006) 本人役
- ジミー・キンメル・ライブ! Jimmy Kimmel Live! (2005年1月11日付)
- エンターテイメント・トゥナイト Entertainment Tonight (2008年3月18日付)

### コンピュータゲーム
- ロー&オーダー シリーズ
  - w:Law & Order: Justice is Served (2004)
  - w:Law & Order: Dead on the Money (2002)
  - w:Law & Order: Double or Nothing (2003)